# Kunstjahr 1939
Liste der Kunstjahre

◄ | 1935 | 1936 | 1937 | 1938 | Kunstjahr 1939 | 1940 | 1941 | 1942 | 1943 | ►

Weitere Ereignisse
Dieser Artikel behandelt das Kunstjahr 1939.

## Ereignisse

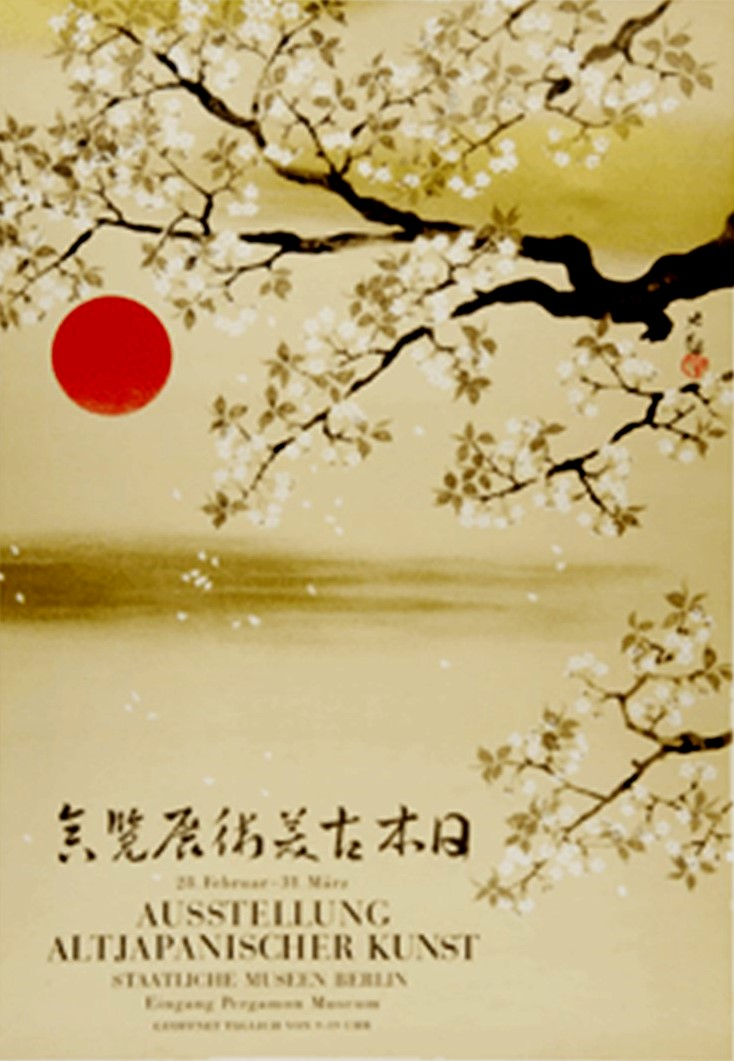
Plakat zur Ausstellung (Yokoyama Taikan)

- 28. Februar bis 31. März: In den Staatlichen Museen Berlin  findet unter der Schirmherrschaft von Hermann Göring und Hiranuma Kiichirō die Ausstellung Altjapanischer Kunst statt. Aus diesem Anlass zeigt Japan in Berlin ausnahmsweise fast 30 Nationalschätze, also Kunstgegenstände, die eigentlich nicht außer Landes gebracht werden dürfen. Adolf Hitler und zahlreiche Funktionäre des NS-Regimes sind bei der Eröffnung persönlich anwesend.
- 20. März: Im Hof der Hauptfeuerwache in Berlin-Kreuzberg werden tausende von den Nationalsozialisten als Entartete Kunst verfemte Kunstwerke aus öffentlichen Sammlungen verbrannt.
- 11. August: Im Pariser Studio der Vogue nimmt Horst P. Horst das Foto Mainbocher-Korsett auf, das sich zu einem der bedeutendsten Werke der Modefotografie des 20. Jahrhunderts entwickeln wird.

- Das dem belgischen Bildhauer und Maler Constantin Meunier gewidmete Constantin Meunier Museum in Ixelles in der Region Brüssel wird eröffnet.
- In den USA erscheint das erste Batman-Comic

## Geboren
- 07. Jänner: Rosina Wachtmeister, österreichische Künstlerin
- 09. Januar: Francisco José Gómez Argüello Wirtz, spanischer Kunstmaler
- 14. Januar: Jean-Christophe Ammann, Schweizer Kunsthistoriker und Kurator († 2015)
- 16. Januar: Ralph Gibson, US-amerikanischer Fotograf
- 22. Januar: Krzysztof Zarębski, polnischer Performancekünstler, Maler und Bildhauer
- 24. Januar: José Argüelles, mexikanisch-US-amerikanischer Maler und Schriftsteller († 2011)
- 25. Januar: Otto Wesendonck, deutscher Bildhauer

- 15. Februar: William Van Horn, US-amerikanischer Zeichner

- 01. März: Dieter Asmus, deutscher Maler und Grafiker
- 12. März: Hella Nohl, deutsche Künstlerin († 2023)
- 31. März: Hiltigund Schreiber, österreichische Kunsthistorikerin

- 02. April: Reinhard Bentmann, deutscher Kunsthistoriker und Denkmalpfleger († 2025)
- 16. April: Karlheinz Essl senior, österreichischer Unternehmer und Kunstsammler

- 15. Mai: Mehmet Aksoy, türkischer Bildhauer
- 27. Mai: Lena Anderson, schwedische Kinderbuchillustratorin

- 16. Juni: Heinz Tesar, österreichischer Architekt († 2024)
- 19. Juni: Pat Mallet, französischer Comiczeichner († 2012)
- 20. Juni: Josef Auer, österreichischer Hochschullehrer, Bildhauer und Installationskünstler
- 20. Juni: Winfried Opgenoorth, deutsch-österreichischer Künstler
- 24. Juni: HA Schult, deutscher Objekt- und Aktionskünstler

- 01. Juli: Bernhard Eisendle, österreichischer Maler
- 10. Juli: Siah Armajani, US-amerikanischer Bildhauer, Filmkünstler und Architekt († 2020)
- 16. Juli: Terry Atkinson, britischer Konzeptkünstler, Maler, Zeichner und Autor
- 27. Juli: William Eggleston, US-amerikanischer Fotograf

- 05. August: Otto Geiss, deutscher Maler († 2005)
- 20. August: Ludmilla von Arseniew, deutsche Malerin und Wissenschaftlerin († 2022)

- 16. September: Breyten Breytenbach, südafrikanisch-französischer Schriftsteller, Anti-Apartheid-Aktivist und Maler († 2024)

- 02. Oktober: Heinz Zander, deutscher Maler († 2024)
- 05. Oktober: A. R. Penck, deutscher Maler, Grafiker und Bildhauer († 2017)
- 14. Oktober: Ralph Lauren, US-amerikanischer Modedesigner
- 21. Oktober: Yak Rivais, französischer Künstler und Schriftsteller
- 30. Oktober: Johannes Gachnang, Schweizer Künstler, Ausstellungsmacher und Verleger († 2005)

- 18. November: Amanda Lear, französische Sängerin, Malerin, Moderatorin, Autorin und Schauspielerin
- 20. November: Raúl Damonte Botana, argentinischer Comiczeichner († 1987)

- 04. Dezember: Hans Friedrich, deutscher Kunstmaler und Grafiker
- 04. Dezember: Harald Naegeli, Schweizer Künstler
- 05. Dezember: Luis Díaz, guatemaltekischer Maler, Grafiker, Bildhauer und Architekt
- 23. Dezember: Nancy Graves, US-amerikanische Bildhauerin, Malerin und Filmemacherin († 1995)
- 27. Dezember: Renate Hartleb, deutsche Kunsthistorikerin († 2022)

## Gestorben
- 07. Januar: Jupp Wiertz, deutscher Grafiker (* 1888)

- 06. Februar: Georges Gardet, französischer Bildhauer (* 1863)

- 26. März: David Davies, australischer Maler (* 1864)

- 04. April: Alice Hughes, englische Fotografin (* 1857)

- 14. Juli: Alfons Maria Mucha, tschechischer Plakatkünstler, Graphiker, Illustrator, Maler (* 1860)

- 07. August: Rudi Opitz, deutscher Lithograph und Fotograf, NS-Opfer (* 1908)

- 16. September: Alexander Kircher, deutsch-österreichischer Marine- und Landschaftsmaler sowie Illustrator (* 1867)

- 04. November: Emil Artmann, österreichischer Bauingenieur, Architekt und Hochschullehrer (* 1871)
- 06. November: Adolf Brütt, deutscher Bildhauer und Gründer der Weimarer Bildhauerschule (* 1855)
- 11. November: Emil Rieck, deutscher Landschafts-, Genre- und Theatermaler (* 1852)
- 26./27. November: Karol Tichy, polnischer Maler (* 1871)